# 池辺王
池辺王（いけべのおおきみ）は、式部卿・葛野王の子。官位は従五位上・内匠頭。
聖武朝の神亀4年（727年）従五位下に直叙され、天平9年（737年）内匠頭に任ぜられた。